# Jacques Delille
Jacques Delille (ur. 22 czerwca 1738 w Aigueperse, zm. 1 maja 1813 w Paryżu) – francuski poeta, tłumacz i wolnomularz.
Był nieślubnym dzieckiem. Jego matka pochodziła od kanclerza De l'Hôpitala. Studiował na uczelni Lisieux w Paryżu. Pracował jako nauczyciel szkoły podstawowej.
Sławę zyskał dzięki publikacji tłumaczenia poematu Georgiki Wirgiliusza.

## Wybrane dzieła
- Les Géorgiques de Virgile, traduites en vers français (Paris, 1769, 1782, 1785, 1809)
- Les Jardins, en quatre chants (1780; new edition, Paris, 1801)
- L'Homme des champs, ou les Géorgiques françaises (Strasbourg, 1800)
- Poésies fugitives (1802)
- Dithyrambe sur l'immortalité de l'âme, suivi du passage du Saint Gothard, pome traduit de l'anglais de Madame la duchesse de Devonshire (1802)
- La Pitié, poeme en quatre chants (Paris, 1802)
- L'Énéide de Virgile, traduite en vers français (4 vols., 1804)
- Le Paradis perdu (3 vols., 1804)
- L'Imagination, poème en huit chants (2 vols., 1806)
- Les trois règnes de la nature (2 vols., 1808)
- La Conversation (1812).